# Lycalopex vetulus
Lycalopex vetulus is een zoogdier uit de familie van de hondachtigen (Canidae). De wetenschappelijke naam van de soort werd voor het eerst geldig gepubliceerd door Lund in 1842 als Canis vetulus.

## Voorkomen
De soort komt endemisch voor in Brazilië,  op de savannen en overgangszones van de Cerrado.

## Synoniemen
- Lycalopex chilensis Gray, 1868
- Lycalopex fulvicaudus (Lund, 1843)
- Lycalopex parvidens (Mivart, 1890)
- Lycalopex sladeni (Thomas, 1904)
- Lycalopex urostictus (Mivart, 1890)
- Lycalopex vitulus (Huber, 1925)
- Canis vetulus Lund, 1842
- Pseudalopex vetulus (Lund, 1842)